# Alticorpus profundicola
Alticorpus profundicola è una specie di Ciclidi haplochromini endemica del Lago Malawi.